# Ergografo

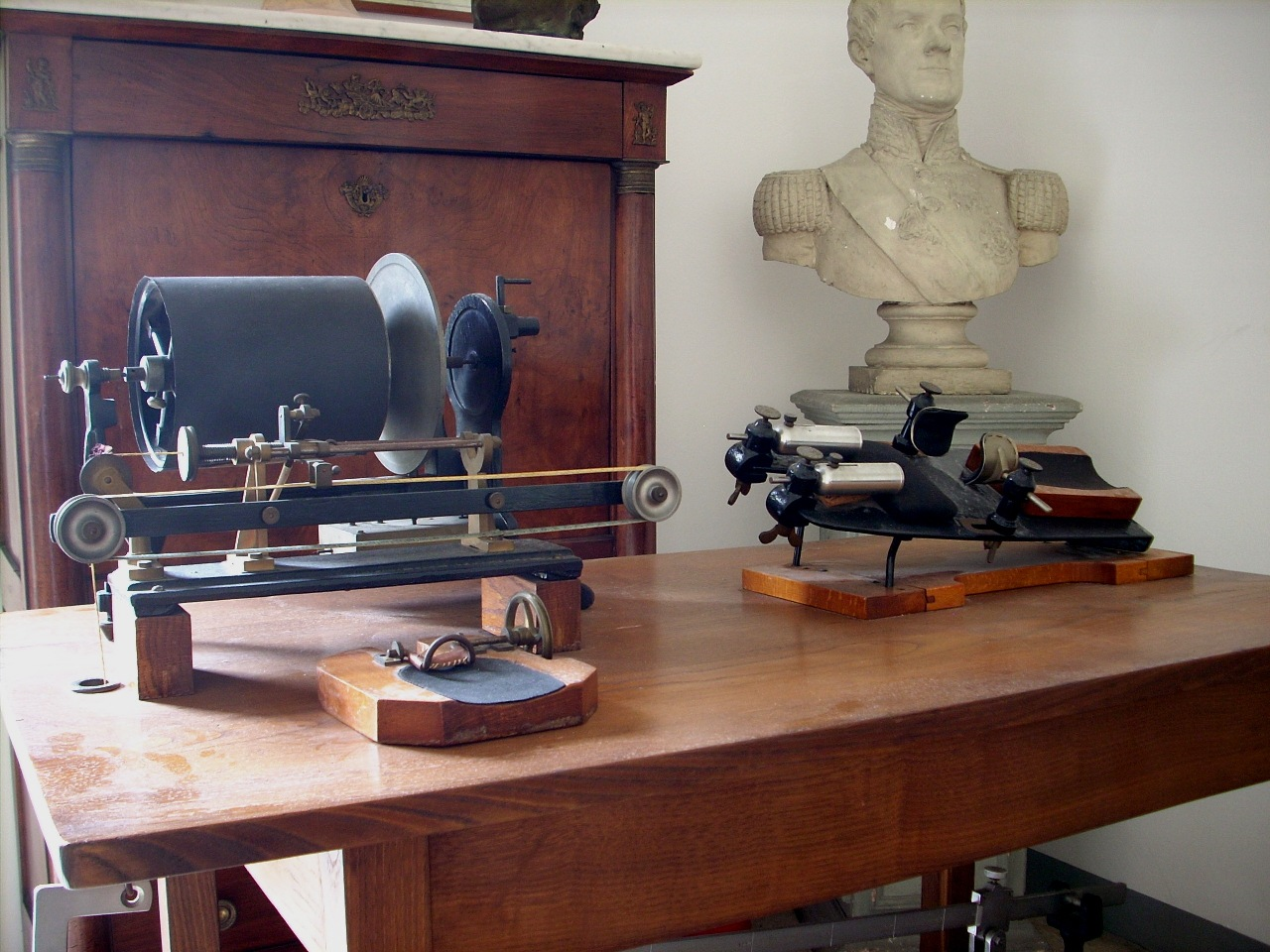
L'ergografo di Angelo Mosso, conservato alla Accademia di Medicina di Torino

L'ergografo è un apparecchio, introdotto da Angelo Mosso nel 1880, che registra graficamente i movimenti volontari compiuti da un gruppo sinergico di muscoli. 
Si utilizza per lo studio dell'efficienza funzionale e del ritmo di determinati muscoli, determinando il carico ottimale con il quale tali muscoli possono compiere il massimo lavoro. Esistono specifici ergografi per specifici arti, ad esempio per l'avambraccio, o per le gambe (ciclo-e.).
Nella registrazione dello strumento (detta "ergogramma") si osserva l'evoluzione del livello di fatica secondo le contrazioni muscolari.
| Controllo di autorità | Thesaurus BNCF 30416 · LCCN (EN) sh85044601 · J9U (EN, HE) 987007552897205171 |